# Lathyrus linearifolius
Lathyrus linearifolius är en ärtväxtart som beskrevs av Julius Rudolph Theodor Vogel. Lathyrus linearifolius ingår i släktet vialer, och familjen ärtväxter. Inga underarter finns listade i Catalogue of Life.